# Rechtbank Leiden
De rechtbank Leiden was van 1838 tot 1877 een van de rechtbanken in Nederland. Het rechtsgebied van Leiden omvatte het noordelijke deel van de huidige provincie Zuid-Holland. Na de opheffing werd het arrondissement Leiden grotendeels bij het arrondissement Den Haag gevoegd. Het arrondissement is verdeeld in drie regio's, waaronder regio Leiden, die naast Leiden nog 11 omliggende zuidhollandse gemeenten omvat. De regio Leiden heeft een zittingsplaats in de stad Leiden, en heeft een vestiging aan de Witte Singel waar enkel nog kantonzaken worden behandeld.

## Arrondissement
Arrondissementen werden in Nederland ingesteld in de Franse tijd. Het zuidelijke deel van de toenmalige provincie Holland werd in 1838 oorspronkelijk verdeeld in zes arrondissementen, naast Leiden waren dat Den Haag, Rotterdam, Dordrecht, Gorinchem en Brielle.
Het arrondissement Leiden was onderverdeeld in vijf kantons: Leiden, Noordwijk, Woubrugge, Alphen aan den Rijn en Woerden. Bij de opheffing van het arrondissement werd ook het kanton Woubrugge als zelfstandig kanton opgeheven. Woerden werd een kanton van Utrecht.

## Gebouw
Bij de instelling van de rechtbank beschikte het arrondissement nog niet over een eigen gerechtsgebouw. Zittingen werden gehouden in het raadhuis. Vrij snel bleek dat dit tot ruimtegebrek leidde. In 1861 kocht het rijk daarom het pand Rapenburg 19 waarin zowel de rechtbank als het kantongerecht werden gevestigd. Na de sluiting van de rechtbank bleef het kantongerecht in dat pand.